# Placca del Reef Balmoral

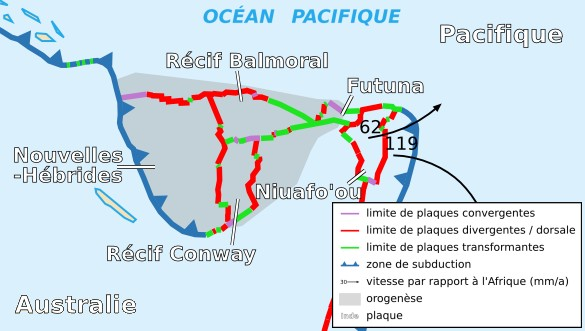
Collocazione della placca del Reef Balmoral

La placca del Reef Balmoral è una microplacca tettonica della litosfera terrestre. Ha una superficie di 0,00481 steradianti ed è associata alla placca pacifica.
La placca deriva il suo nome dall'omonima barriera corallina delle isole Figi, situata a nordovest dell'isola principale dell'arcipelago.

## Caratteristiche
È situata nella parte occidentale dell'Oceano Pacifico di cui copre una piccola parte.
La placca del Reef Balmoral è in contatto con la placca delle Nuove Ebridi, la placca del Reef Conway, la placca pacifica e la placca australiana. 
La placca si sposta con una velocità di rotazione di 0,20° per milione di anni secondo un polo euleriano situato a 45°90' di latitudine nord e 111°00' di longitudine ovest.